# IC 1355
IC 1355 је елиптична галаксија у сазвјежђу Водолија која се налази на листи објеката дубоког неба у Индекс каталогу.
Деклинација објекта је - 13° 10' 21" а ректасцензија 21h 1m 58,3s. Привидна величина (магнитуда) објекта IC 1355 износи 14,3 а фотографска магнитуда 15,3. IC 1355 је још познат и под ознакама NPM1G -13.0513, PGC 2800921.